# Carbone
Il carbone (o carbon fossile) è un combustibile fossile costituito da una roccia sedimentaria di colore nero o bruno scuro. È estratto da miniere sotterranee o a cielo aperto. La formazione del carbone risale a circa 345 milioni di anni fa, quando un clima caldo e umido e un'elevata concentrazione di CO2 favorirono la crescita di alberi: dopo la loro morte, provocata da inondazioni, si veniva a creare un ampio strato di legname, che non veniva degradato a causa dell'assenza di funghi e batteri specifici ancora non sviluppati, coperto poi da vari strati di altri sedimenti che lo sottoponevano a pressioni elevate e all'assenza di ossigeno. Questo continuo processo ha portato alla formazione di quelli che conosciamo come carboni fossili.
È un combustibile pronto all'uso, composto principalmente da carbonio e contiene tracce di idrocarburi, oltre a vari altri minerali assortiti, compresi alcuni a base di zolfo. Esistono vari metodi di analisi per caratterizzarlo. L'inizio del suo massiccio sfruttamento è spesso associato alla Rivoluzione industriale, e ancora oggi rimane un combustibile molto importante: viene prodotta usando il carbone un terzo dell'elettricità mondiale, circa la metà dell'elettricità negli Stati Uniti e circa il 10% in Italia. In passato era utilizzato anche per alimentare alcuni mezzi di trasporto, quali le locomotive e le navi a vapore, per azionare le macchine a vapore delle industrie (nel corso dell'Ottocento e della prima parte del Novecento) e per il riscaldamento degli edifici.
L'uso del carbone per la produzione di energia è globalmente uno dei fattori principali dell'emissione antropica di anidride carbonica nell'atmosfera terrestre, principale causa dell'effetto serra e del surriscaldamento globale. Dal carbone si può ottenere il carbone attivo usato in chimica. Inoltre dal lavaggio del gas di carbone si ottiene come sottoprodotto il catrame di carbone.

## Etimologia
La parola carbone deriva dal latino carbo, -onis (accusativo "carbonem" > volgare: carbone(m)), simile al greco karpho (καρφω), che significa "rendere asciutto, arido". La radice indoeuropea car significa "ardere". Il carbone non fu estratto che a partire dal tardo Medioevo.

## Formazione geologica

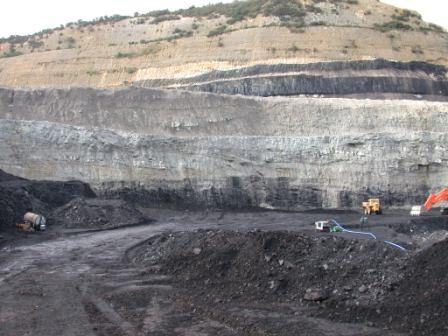
Sezione lungo una miniera che mostra l'occorrenza dei banchi di carbone, ben visibili come neri livelli con spessore metrico, intercalati con altri strati di roccia sedimentaria più chiara

Il carbone è composto da materiali carboniosi. Si stima che questi materiali compongano oltre il 50% del suo peso e oltre il 70% del suo volume. Il carbone è il risultato della trasformazione di resti vegetali che sono stati compressi, alterati chimicamente e trasformati da calore e pressione nel corso dei tempi geologici.
Dalle osservazioni paleontologiche, stratigrafiche e sedimentarie si è concluso che il carbone si sia formato prevalentemente a partire da piante cresciute in ecosistemi paludosi. Quando queste piante morirono, la loro biomassa si depositò in ambienti subacquei anaerobici in cui il basso livello di ossigeno presente prevenne il loro decadimento, impedì l'ossidazione, la decomposizione e il rilascio di biossido di carbonio. La nascita e la morte di generazioni successive di piante formarono spessi depositi di materia organica lignea non ossidata, in seguito ricoperti da sedimenti e compattati in depositi carbonacei come torba, bitume o antracite. Indizi sul tipo di piante che hanno originato un deposito possono essere rintracciati nelle rocce scistose o nell'arenaria che lo ricopre o, con tecniche particolari, nel carbone stesso.
L'era geologica durante la quale si formò la maggior parte dei depositi di carbone attualmente conosciuti nel mondo è il Carbonifero, fra i 280 e i 345 milioni di anni fa. Si tratta dell'era che vide l'esplosione della vita vegetale sulla terraferma e che ha preso il nome proprio per l'abbondanza di questi giacimenti originatisi rinvenibili entro formazioni geologiche appartenenti a questo periodo.

## Utilizzo del carbone
Il carbone è una delle principali fonti di energia dell'umanità. Nel 2010 circa il 40% dell'energia elettrica mondiale è stata prodotta nelle centrali a carbone e le riserve accertate ammontavano ad almeno 300 anni di produzione.
Dal carbone è possibile ottenere altri tipi di combustibile più facilmente trasportabili e con un maggior rendimento; i processi normalmente utilizzati per raffinarlo sono la gassificazione e la liquefazione.
In passato è stato utilizzato anche per il riscaldamento domestico e per la locomozione di treni e navi.

### Gassificazione
In passato il carbone veniva convertito in gas, poi distribuito per mezzo di tubature ai clienti per essere bruciato per illuminazione, riscaldamento e cucina. Attraverso un procedimento detto anche "distillazione" si otteneva il cosiddetto "gas di città" ( idrogeno metano e altri gas).
Oggi vengono usati gas naturali, come il metano, perché più sicuri. La gassificazione rimane comunque una possibilità per un utilizzo futuro del carbone, visto che in genere il gas brucia a temperature più alte ed è più pulito del carbone convenzionale.

### Liquefazione
Il carbone può essere convertito anche in combustibili liquidi come benzina o gasolio, attraverso svariati procedimenti. Il processo Fischer-Tropsch di sintesi indiretta di idrocarburi liquidi fu usato nella Germania nazista e per svariati anni in Sudafrica; in entrambi i casi la motivazione fu l'isolamento politico di questi regimi che erano impossibilitati ad acquistare petrolio greggio sui mercati internazionali. Il carbone veniva gassificato in modo da produrre syngas, una mistura purificata e bilanciata di CO e H2, che veniva poi fatto condensare utilizzando un catalizzatore Fischer-Tropsch per produrre idrocarburi leggeri, poi trasformati in benzina e gasolio. Inoltre il Syngas può essere convertito in metanolo, un ulteriore combustibile o additivo per carburanti, che può essere ulteriormente riconvertito in benzina tramite il processo M-gas della Mobil.
Esiste anche un processo di liquefazione diretta chiamato processo Bergius (liquefazione attraverso idrogenazione), mai usato al di fuori della Germania che lo sfruttò durante la Prima e la seconda guerra mondiale. In Sudafrica fece qualche esperimento in questa direzione la compagnia SASOL.
Un ulteriore procedimento per ottenere idrocarburi liquidi dal carbone è la low temperature carbonization (LTC), o carbonizzazione a bassa temperatura. Il carbone viene trasformato in coke a temperature fra i 450 e i 700 °C, invece degli 800-1000º del coke utilizzato in metallurgia. Questa temperatura facilita la produzione di catrami più ricchi di idrocarburi leggeri dei catrami normali. Il catrame viene poi trasformato in combustibile. Questo processo fu sviluppato da Lewis Kerrick, un tecnico specializzato in argilliti petrolifere, all'ufficio minerario degli Stati Uniti negli anni 1920.
Tutti questi metodi di produzione di combustibile liquido rilasciano CO2 (anidride carbonica). L'isolamento della CO2 è auspicabile, per evitare che venga rilasciata nell'atmosfera contribuendo all'effetto serra. Visto che la produzione di CO2 è uno dei flussi principali del processo, la sua separazione è più facile di quanto non sia possibile partendo dai gas prodotti dalla combustione del carbone con l'aria, nei quali la CO2 è miscelata con azoto e altri gas.
La liquefazione del carbone è una delle tecnologie che limitano la crescita del prezzo del petrolio. Le stime del costo della produzione di carburanti liquidi partendo dal carbone suggeriscono che essa diventi competitiva quando il prezzo del petrolio superi una certa soglia. Avendo tecnologie commercialmente mature, il vantaggio economico della liquefazione indiretta del carbone, rispetto a quella diretta, fu reso noto da William e Larson, nel 2003.

### Grafitazione
La grafitazione è un processo chimico di elettro-induzione che trasforma il carbone amorfo in grafite artificiale. Il processo avviene in forni alimentati in corrente continua ad altissima intensità.

## Tipi di carbone

### Carboni fossili
La qualità dei combustibili, cioè la composizione chimica dei carboni è strettamente collegata al tempo trascorso per la loro formazione.

#### Torba

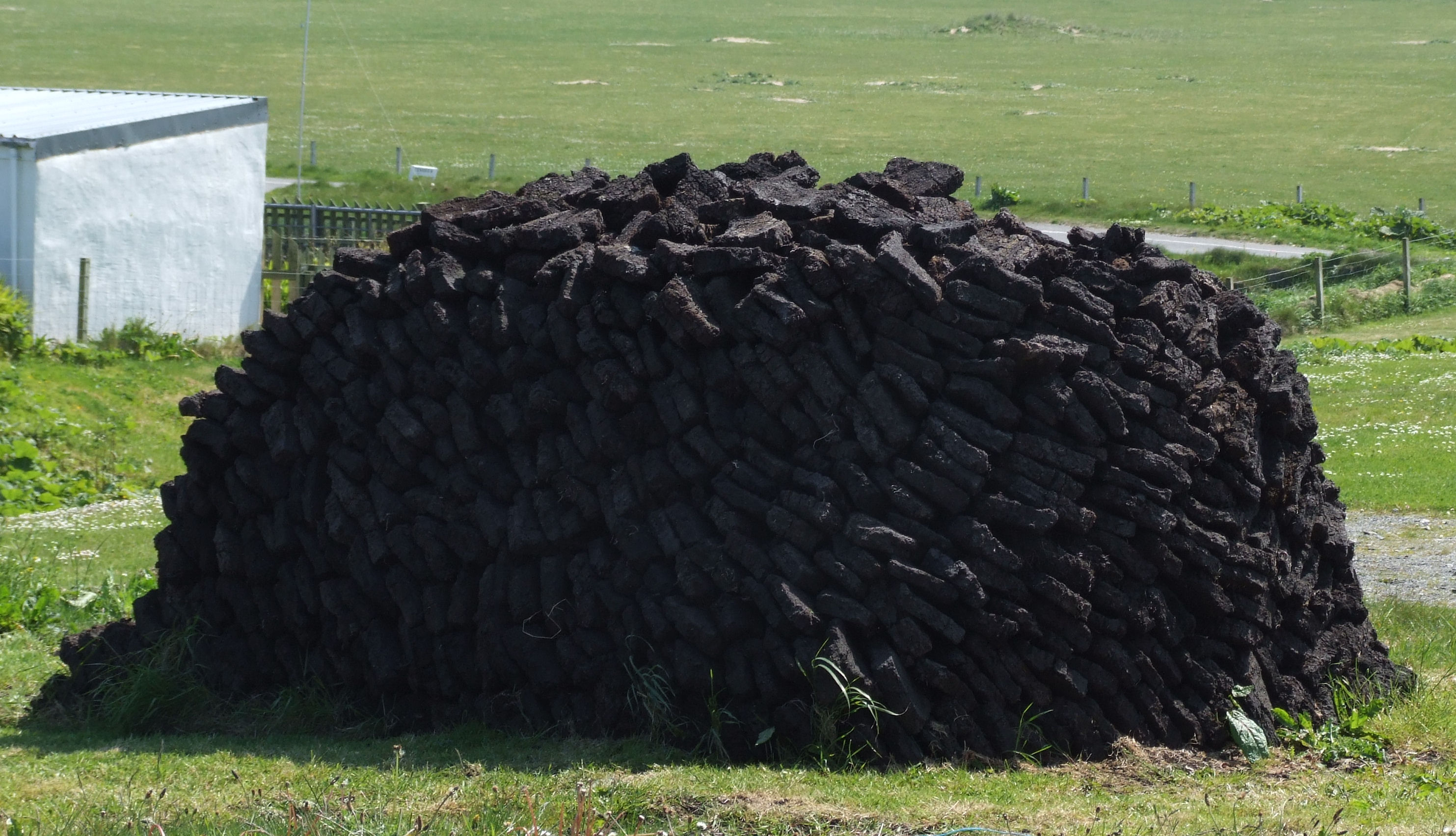
Catasta di torba.

La torba non è un vero e proprio carbone fossile, in quanto deriva da piante erbacee che hanno subito una trasformazione parziale. Ha un aspetto spugnoso o addirittura filamentoso e un colore scuro. Si trova in giacimenti superficiali detti torbiere, da cui viene estratta con una draga (macchina da scavo). Contiene molta acqua e ha un alto contenuto di ceneri. Viene usata soprattutto in agricoltura per arricchire il suolo con sostanze ricche di humus.
Si è formata dalla decomposizione di vegetali in zone paludose con clima umido temperato o freddo poiché in climi caldi la velocità di evaporazione dell'acqua e la decomposizione veloce e totale non consentono la formazione di torba ad alte temperature. Alcune di queste zone sono la Terra del Fuoco, l'Irlanda, le Falkland, l'Islanda, la Germania, i Paesi Bassi e l'Austria.
Anche in Italia ci sono giacimenti di torba: sulle Alpi, in particolare colle del Moncenisio, passo del San Gottardo, colle del Piccolo San Bernardo, nelle valli del Brenta, del Piave, ad Alice Superiore presso Ivrea, a Iseo, Varese, Verona, Udine; alle foci di fiumi come Po, Adige, Arno, Tevere, essi ammontano a circa 36 milioni di tonnellate.
La percentuale di acqua appena estratta è piuttosto alta, circa 70–90%; essa può scendere per essiccamento all'aria per alcuni giorni fino a circa 50%, lasciando per settimane si arriva al massimo al 30%. Ottenerla artificialmente non è conveniente perché si consumano più di 20,3 MJ/kg (4850 kcal/kg) per produrre torba secca, ottenendo un prodotto con potere calorifico non superiore a 23,0 MJ/kg (5500 kcal/kg).
È poco usata come combustibile, se non in loco; il principale utilizzo è come fertilizzante, dato che si impregna facilmente con i concimi.

#### Lignite

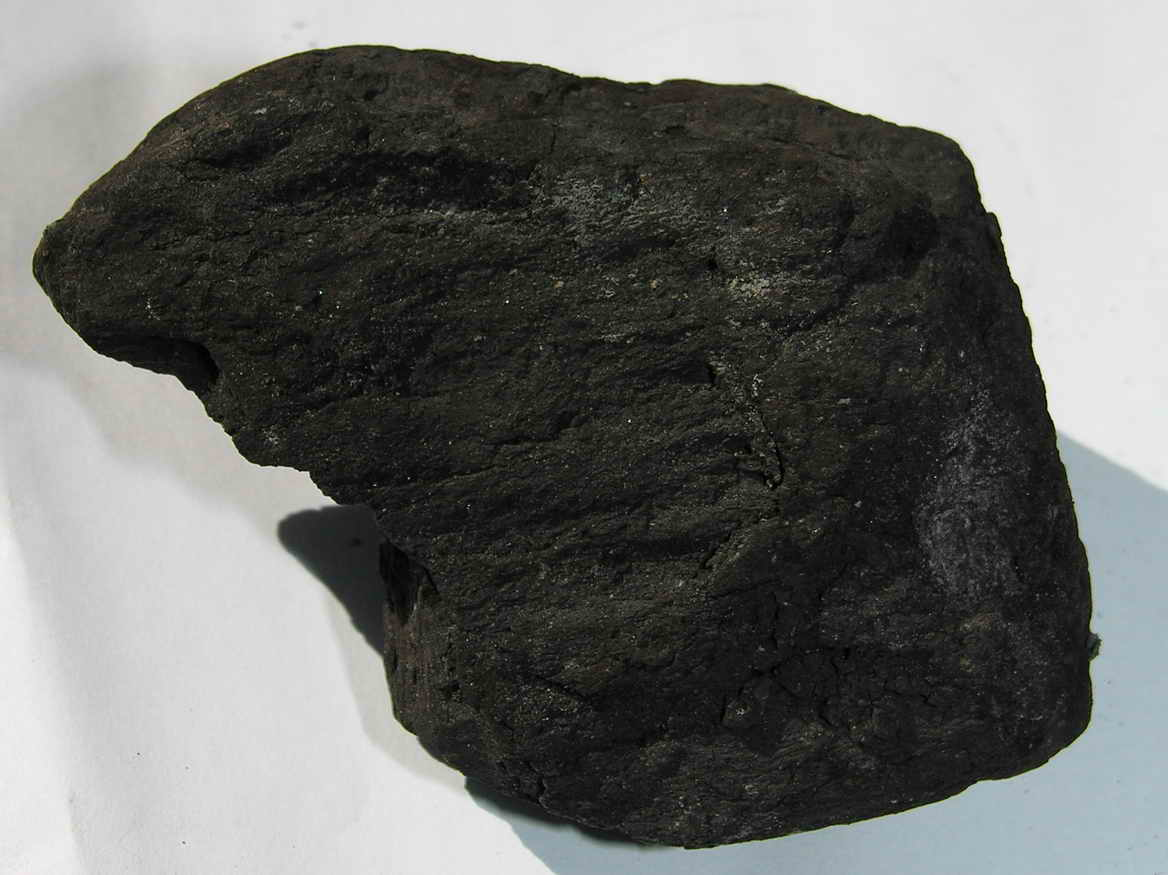
Lignite.

Il nome deriva dal latino lignum «legno» con il suffisso scientifico «-ite», indicante minerale. Ha un contenuto di carbonio di circa 70% e un potere calorifico di 18,8-25,1 MJ/kg (4500-6000 kcal/kg); la sua formazione risale a circa 80 milioni di anni fa. Questo carbone presenta ancora la struttura del legno da cui ha avuto origine. I giacimenti si trovano prevalentemente in superficie e pertanto viene estratto in miniere a cielo aperto. Non è un buon combustibile e quindi economicamente poco conveniente; viene di solito utilizzata per alimentare centrali elettriche o per produrre gas, ammoniaca, petrolio sintetico.
La lignite è un carbone fossile di formazione relativamente recente, originatosi da foreste del secondario e del terziario.
È un sedimento fossile, organico e combustibile; si presenta con colore da bruno a nero e pertanto viene chiamato anche carbone marrone.
La lignite possiede un'umidità relativa piuttosto elevata, mediamente superiore al 21% (può superare anche il 45%) e la sua carbonificazione non è mai del tutto completa, ciò ne fa un combustibile di limitato pregio.
Ha un potere calorifico superiore intorno a 23,9 MJ/kg (5700 kcal/kg), considerando la sostanza senza ceneri.
Il tenore di umidità è quello che si stabilisce ad una temperatura di 30 °C per un'umidità relativa dell'aria del 96%.
Questo combustibile è stato ampiamente utilizzato in tutta Italia fino agli anni cinquanta e sessanta, soprattutto per la produzione dell'energia elettrica necessaria alla nascente industria italiana.
È difficile da immagazzinare e trasportare perché presenta un forte rischio di combustione, e all'aria aperta tende a polverizzarsi.
Il calore generato dalla lignite varia fra i 9 e i 17 milioni di Btu/ton (da 10 a 20 MJ/kg), per materiale umido e privo di componenti minerali. Il calore generato da lignite degli Stati Uniti è in media di 13 milioni di Btu/ton (15 MJ/kg).
Le ligniti sono di tre tipi:
- lignite picea, con tenore di umidità compreso tra 20 e 25% e tenore in ceneri da 9 a 13%;
- lignite xiloide, con tenore di umidità da 40 a 70% e tenore in ceneri da 2 a 6%; in taluni giacimenti tale tenore può raggiungere il 13%. Tipica di questo tipo di lignite è la coltivazione a giorno;
- lignite torbosa, con alto tenore di umidità e basso potere calorifico.

Alcune loro caratteristiche sono illustrate in tabella:
| Sostanza | Riserve (milioni di tonn) | % acqua | % ceneri | P.C. sul secco (MJ/kg) |
| -------- | ------------------------- | ------- | -------- | ---------------------- |
| Picea    | 71                        | 10,3    | 14.4     | 27,2 (6490 kcal/kg)    |
| Xiloide  | 112                       | 38      | 15,7     | 20,8 (4960 kcal/kg)    |
| Torbosa  | 217                       | 45      | 27,4     | 17,2 (4100 kcal/kg)    |

Grazie all'essiccamento all'aperto sotto tettoie si possono raggiungere concentrazioni di acqua del 20–25%.
L'uso principale è come combustibile, in focolai a griglie adatti a combustibili in pezzatura minuta o in impianti a combustibile polverizzati.
Per distinguere la lignite dal litantrace esistono alcuni saggi:
- riscaldamento in assenza di aria: sviluppo di acido acetico (con litantrace si libera ammoniaca);
- riscaldamento in HNO3 diluito: si liberano gas che colorano il liquido in rosso (ossidrili fenolici);
- riscaldamento in NaOH diluito: liquido bruno, per aggiunta di H+ precipitano fiocchi bruni (acidi umici).

##### Produzione mondiale
|     |                     | 1970  | 1980    | 1990    | 2000  | 2001  |
| --- | ------------------- | ----- | ------- | ------- | ----- | ----- |
| 1.  | Germania            | 369,3 | 388,0   | 356,5   | 167,7 | 175,4 |
| 2.  | Russia              | 127,0 | 141,0   | 137,3   | 86,4  | 83,2  |
| 3.  | Stati Uniti         | 5,4   | 42,3    | 82,6    | 83,5  | 80,5  |
| 4.  | Australia           | 24,2  | 32,9    | 46,0    | 65,0  | 67,8  |
| 5.  | Grecia              | 8,1   | 23,2    | 51,7    | 63,3  | 67,0  |
| 6.  | Polonia             | 32,8  | 36,9    | 67,6    | 61,3  | 59,5  |
| 7.  | Turchia             | 4,4   | 15,0    | 43,8    | 63,0  | 57,2  |
| 8.  | Rep. Ceca           | 67,0  | 87,0    | 71,0    | 50,1  | 50,7  |
| 9.  | Cina                | 13,0  | 22,0    | 38,0    | 40,0  | 47,0  |
| 10. | Serbia e Montenegro | 26,0  | 43,0    | 60,0    | 35,5  | 35,5  |
| 11. | Romania             | 14,1  | 27,1    | 33,5    | 17,9  | 29,8  |
| 12. | Corea del Nord      | 5,7   | 10,0    | 10,0    | 26,0  | 26,5  |
| 13. | Austria             | 3,7   | 1,7     | 2,5     | 1,3   | 1,2   |
| 14. | altri               | 103,3 | 157,9   | 213,5   | 116,4 | 113,5 |
|     | Totali              | 804,0 | 1.028,0 | 1.214,0 | 877,4 | 894,8 |

#### Litantrace

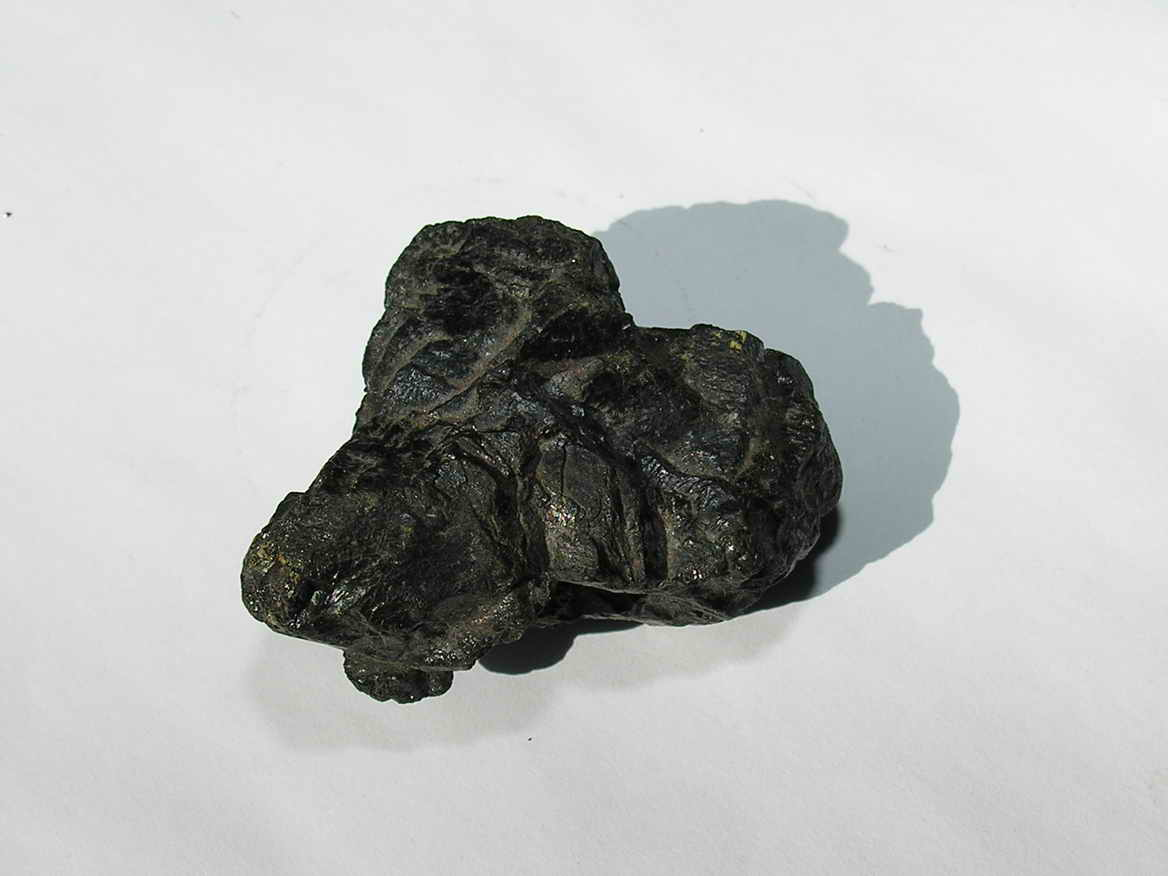
Litantrace.

Il litantrace è il carbone fossile inteso nel senso vero e proprio del termine. Il termine ha origine dal greco: λίϑος (lìthos) «pietra» e ἄνϑραξ (ànthrax) «carbone».
Ha un contenuto di carbonio tra il 75% e il 90% e un potere calorifico di 29,3-35,6 MJ/kg (7000-8500 kcal/kg); la sua formazione risale a circa 250 milioni di anni fa e si trova in strati compressi tra rocce di composizione diversa. È il carbone più diffuso in natura e il più utilizzato a livello industriale e per la produzione di energia elettrica. Da esso si ottiene anche il coke, un carbone artificiale compatto e resistente impiegato negli altiforni.
Duro e compatto, presenta in genere una percentuale di umidità molto bassa, dell'ordine del 2-3%, con un tenore di ceneri abbastanza piccolo, che di solito è del 3-7% e solo raramente raggiunge valori più elevati.
Aumentando il tempo di fossilizzazione, diminuisce la quantità di acqua: questo è un aspetto molto importante perché la presenza di acqua fa aumentare i costi di trasporto e diminuire il potere calorifico del carbone.
Secondo Gruner, le litantracee sono classificate in cinque grandi categorie in base a due proprietà fondamentali:
- il tenore di sostanze volatili:  litantraci a lunga fiamma: sostanze volatili > 25%;  litantraci a corta fiamma < 25%
- il potere cokificante: litantraci grasse: coke compatto e coerente e con elevato potere cokificante; litantraci magre: coke pulverulento e incoerente e con basso potere cokificante.

Il termine sostanze volatili indica quella frazione che in seguito al riscaldamento necessario per ottenere il coke viene eliminata sotto forma di composti gassosi.
La lunghezza della fiamma è in relazione con il tenore delle sostanze volatili che durante la combustione in parte distillano e poi bruciano, originando appunto a seconda della quantità fiamme più o meno lunghe.
| Litantrace                | % C     | % S.V.  | Aspetto del coke      | Potere calorifico sup. (MJ/kg) |
| ------------------------- | ------- | ------- | --------------------- | ------------------------------ |
| Magro a lunga fiamma      | 75 – 80 | >40     | Incoerente            | 32,7-34,3 (7800-8200 kcal/kg)  |
| Grasso a lunga fiamma     | 80 – 85 | 40 – 32 | Coerente molto poroso | 34,3-36,8 (8200-8800 kcal/kg)  |
| Grasso propriamente detto | 85 – 88 | 32 – 26 | Coerente poroso       | 36,4-37,3 (8700-8900 kcal/kg)  |
| Grasso a corta fiamma     | 88 – 90 | 26 – 18 | Coerente poco poroso  | 36,4-37,7 (8700-9000 kcal/kg)  |
| Magro a corta fiamma      | 90 – 93 | 18 – 10 | Incoerente            | 36,0-37,3 (8600-8900 kcal/kg)  |

I litantraci più pregiati sono i grassi a corta fiamma e i grassi propriamente detti da cui si può ricavare un coke relativamente poco poroso e dotato di elevata resistenza meccanica alla compressione.
Esso trova largo impiego nella produzione della ghisa a partire dai minerali di ferro e viene perciò chiamato coke siderurgico.

##### Litantrace bituminoso
Il litantrace bituminoso è un carbone denso, generalmente nero, a volte marrone scuro, spesso con strisce ben definite di materiale chiaro e friabile, usato principalmente nelle centrali elettriche a turbina e in quantità non trascurabili per riscaldamento e in impianti di produzione per ottenere coke. Produce fumo durante la combustione e si decompone facilmente se esposto all'aria.
Il litantrace bituminoso è il carbone più prodotto negli Stati Uniti. Il suo tasso di umidità è inferiore al 20%, quando non addirittura del 12% per la qualità seaborne trade, adatta al trasporto via mare.
Il suo potere calorifico varia dai 21 ai 30 milioni di Btu/ton (da 24 a 35 MJ/kg) per il materiale puro. Questa qualità di carbone negli Stati Uniti genera in media 24 milioni di Btu/ton (28 MJ/kg), allo stato grezzo.

##### Litantrace sub-bituminoso
Le proprietà di questo materiale sono intermedie fra quelle della lignite e del litantrace bituminoso. Viene utilizzato prevalentemente come combustibile nelle centrali elettriche a turbina, bruciando genera molto fumo e si polverizza abbastanza lentamente. Può variare a seconda del livello al quale viene estratto: cedevole al tatto, friabile, marrone scuro o nerastro negli strati inferiori, oppure più chiaro, legnoso e relativamente duro negli strati superiori.
Il litantrace sub-bituminoso può contenere umidità dal 20 al 30% del suo peso. Il calore generato da questo materiale varia dai 17 ai 24 milioni di Btu/ton (dai 20 ai 21 MJ/kg), partendo da materiale grezzo. La maggior produzione di litantrace sub-bituminoso degli Stati Uniti è il bacino del Powder River, nello Stato del Wyoming.

#### Antracite

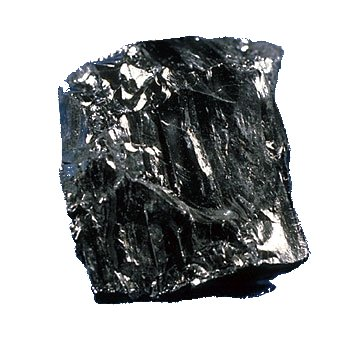
Antracite.

Il nome deriva dal greco ἄνϑραξ (ànthrax) «carbone» con il suffisso scientifico «-ite», indicante minerale. È il più antico carbone proveniente da resti vegetali preistorici; contiene una percentuale di carbonio pari al 90% e ha un potere calorifico di 35,6 MJ/kg (8500 kcal/kg). Questo tipo di carbone risale a circa 400 milioni di anni fa. Ha colore nero e lucentezza metallica, è un carbone duro e fragile e più pesante degli altri. Dà una fiamma corta, con poco fumo, sviluppa molto calore, essendo il carbone più antico è il più ricco di carbonio. L'antracite in Italia è di importazione e costosa e quindi viene poco utilizzata.
L'antracite è il carbone di qualità superiore, usato principalmente per il riscaldamento domestico. È duro, fragile e nero lucido, contiene un'alta percentuale di carbonio fissato e una bassa percentuale di materia volatile. L'umidità contenuta nell'antracite appena estratta è in genere inferiore al 15%. Il potere calorifico specifico dell'antracite pura varia dai 22 ai 28 milioni di Btu/ton (da 26 a 33 MJ/kg). L'antracite consumata negli Stati Uniti contiene in media 25 milioni di Btu/ton (29 MJ/kg).
A partire dal 1980 gli scarti e i detriti di antracite vengono usati per la generazione di energia elettrica. Gli scarti e detriti di antracite in media forniscono 15 milioni di Btu/ton (17 MJ/kg), o meno.

#### Giaietto
Il giaietto è un mineraloide ossia una forma naturale e compatta di lignite che perlopiù viene lucidata e utilizzata come pietra ornamentale sin dall'età del ferro.

### Carboni non fossili

#### Carbone vegetale
Tipo di carbone prodotto da un processo di carbonizzazione della legna, tramite una carbonaia.

#### Coke

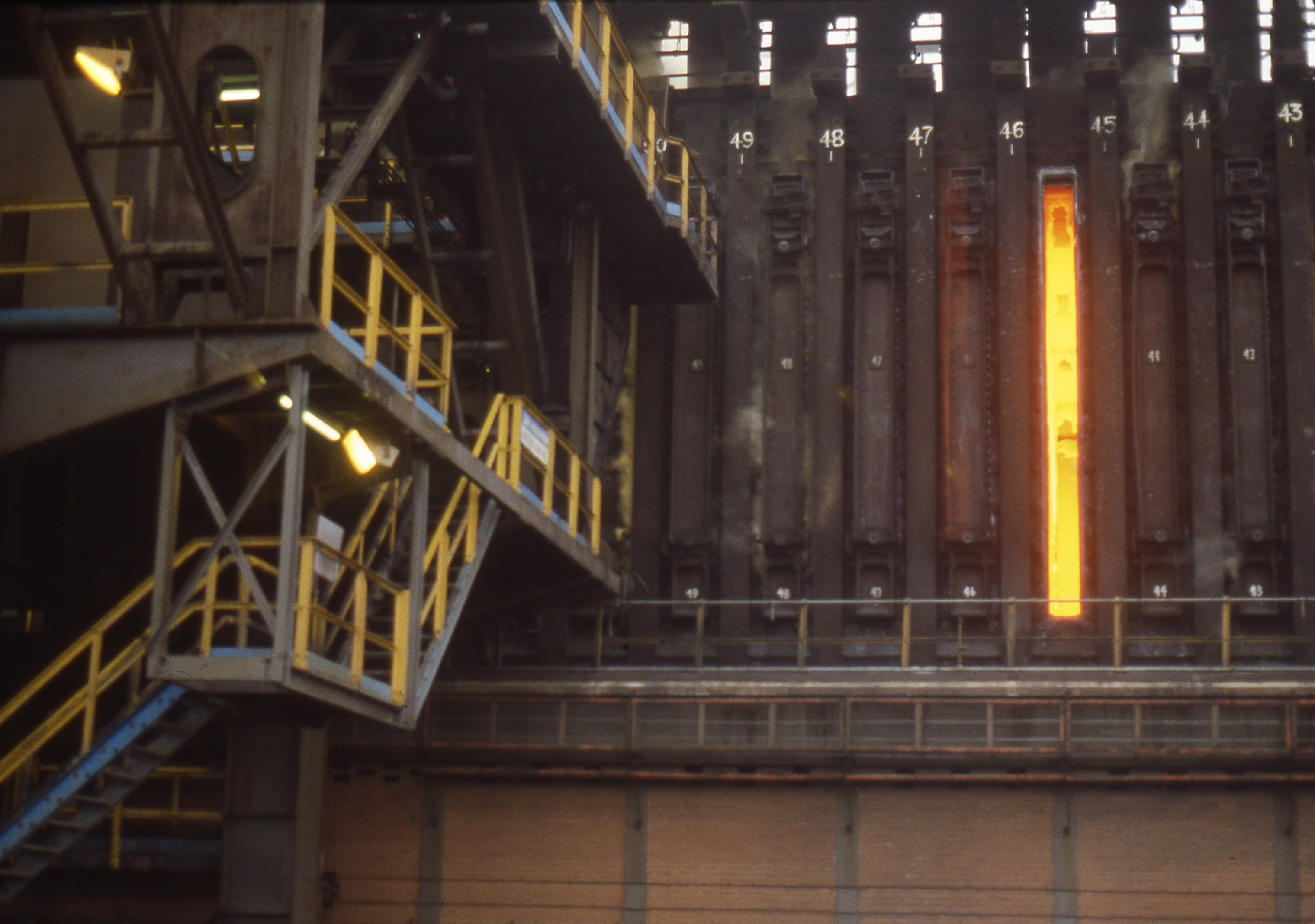
Forni a coke per siderurgia (Aberdare)

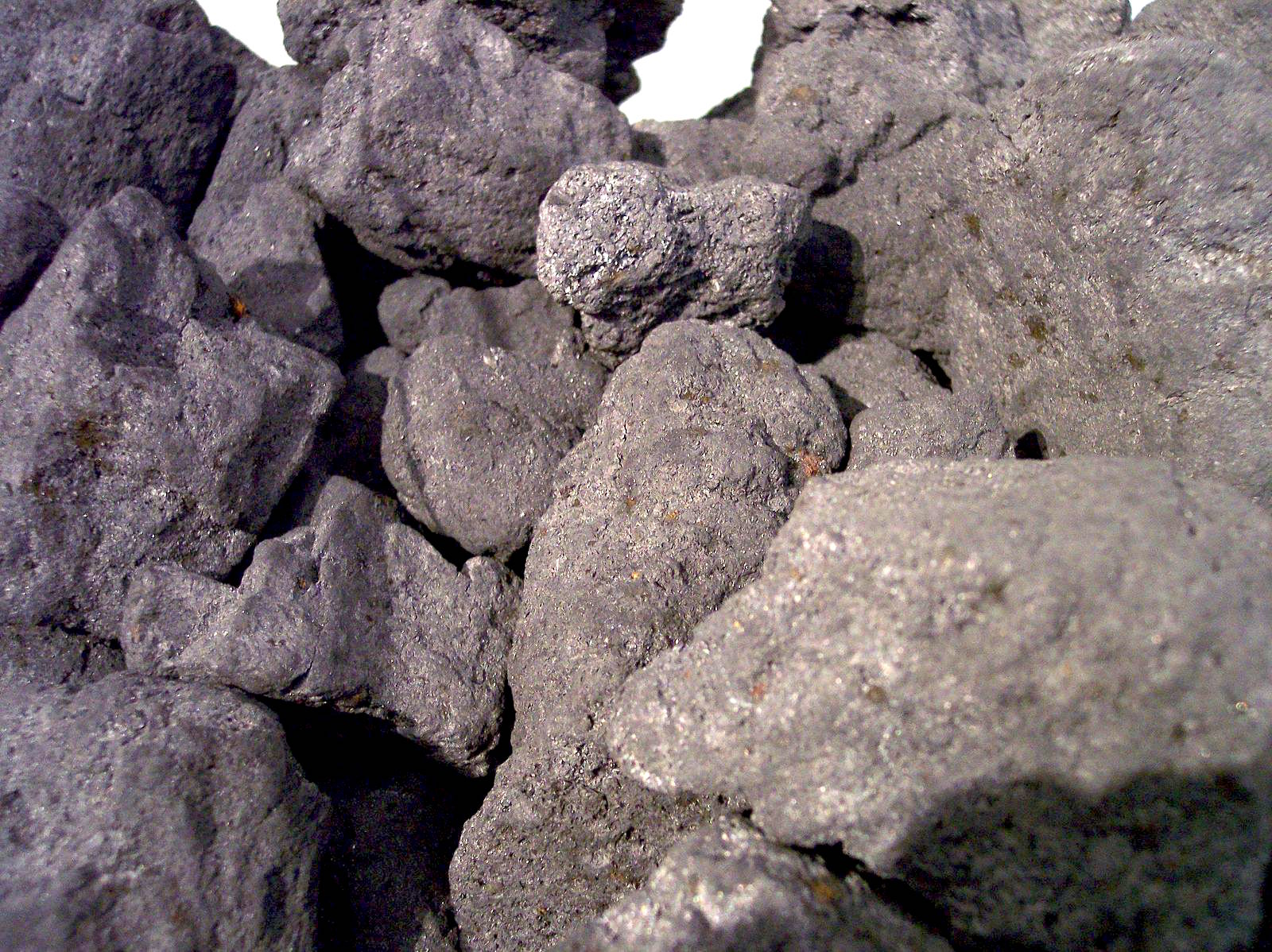
Coke

Il coke è un residuo solido carbonioso di litantrace bituminoso con bassi livelli di cenere e di solfuri, da cui le componenti volatili siano state estratte attraverso la cottura in forno alla temperatura di 1000 °C e in assenza di ossigeno. Questo procedimento permette di fondere il carbonio fisso con le ceneri.
È grigio, duro e poroso, e ha potere calorifico pari a 29,6 MJ/kg. I sottoprodotti della conversione del carbone in coke sono catrame o pece, ammoniaca, oli leggeri e "carbone gassificato", o "gas di cokeria".
Il coke è ottenuto da dei processi di raffinazione del petrolio e del litantrace in impianti chiamati cokerie, che solitamente fanno parte del complesso di un impianto siderurgico. La cokeria è composta da forni costituiti da una serie di celle rivestite internamente di mattoni refrattari silicei o silico-alluminosi, disposte l'una di fianco all'altra in batteria. Le celle hanno una forma stretta e allungata; sono larghe circa 0,40/0,60 m, alte 4-6 m e profonde 10-16 m.
Il carbone fossile viene chiuso ermeticamente nelle celle che vengono riscaldate dall'esterno con le fiamme di un gas che brucia nell'intercapedine tra una cella e l'altra. Il carbone rimane nelle celle alla temperatura di 1200-1300 °C per un tempo di 14-15 ore, durante il quale si libera di buona parte dello zolfo e delle materie volatili e acquista quelle caratteristiche di porosità e resistenza meccanica necessarie per il suo utilizzo nell'altoforno.
Mediamente per ogni 1000 kg di carbone fossile vengono ottenuti 300 Nm³ di gas, 700 kg di coke, 55 kg di idrocarburi pesanti e aromatici (naftalina, benzolo, catrame, acqua ammoniacale, coloranti, materie prime per l'industria farmaceutica, fertilizzanti, ecc.). Il gas è un ottimo combustibile, dato che ha un potere calorifico di 17/21 MJ/Nm³, e dopo un'adeguata depurazione viene utilizzato nello stesso stabilimento siderurgico come combustibile per la cokeria, per i ricuperatori Cowper, per la centrale termoelettrica, ecc. Il carbone fossile non può essere utilizzato in applicazioni metallurgiche, perché è compatto, friabile, ricco di zolfo e di materie volatili.
In virtù del suo alto potere calorifico, il coke è utilizzato come combustibile e come agente riducente nei forni fusori dei minerali metalliferi (altoforni).

##### Caratteristiche
| Composizione | Composizione |
| ------------ | ------------ |
| carbonio     | 88-92%       |
| idrogeno     | 0,6%         |
| ossigeno     | 1,8%         |
| zolfo        | 0,8%         |
| azoto        | 0,7%         |
| ceneri       | 5-10%        |
| umidità      | 1%           |

- Potere calorifico: 30 MJ/kg
- Massa volumica reale: 1,8-2,2 kg/dm³
- Massa volumica apparente: 1 kg/dm³
- Resistenza alla compressione: 1400-2000 N/m²
- Pezzatura alla compressione: 20–60 mm

#### Storta
Il carbone di storta si forma sulle parti alte delle storte in cui avviene la distillazione di carbone fossile.

## Riserve mondiali di carbone

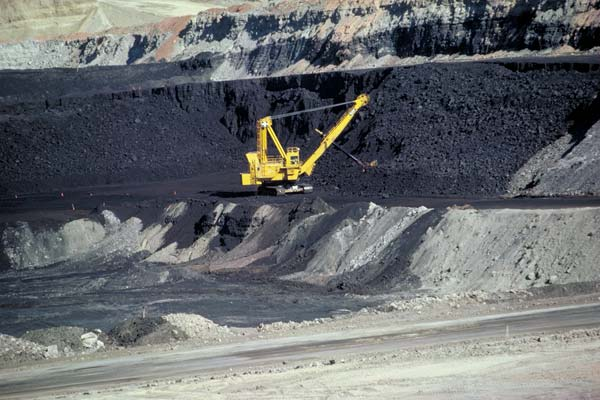
Miniera di carbone a cielo aperto (Wyoming)

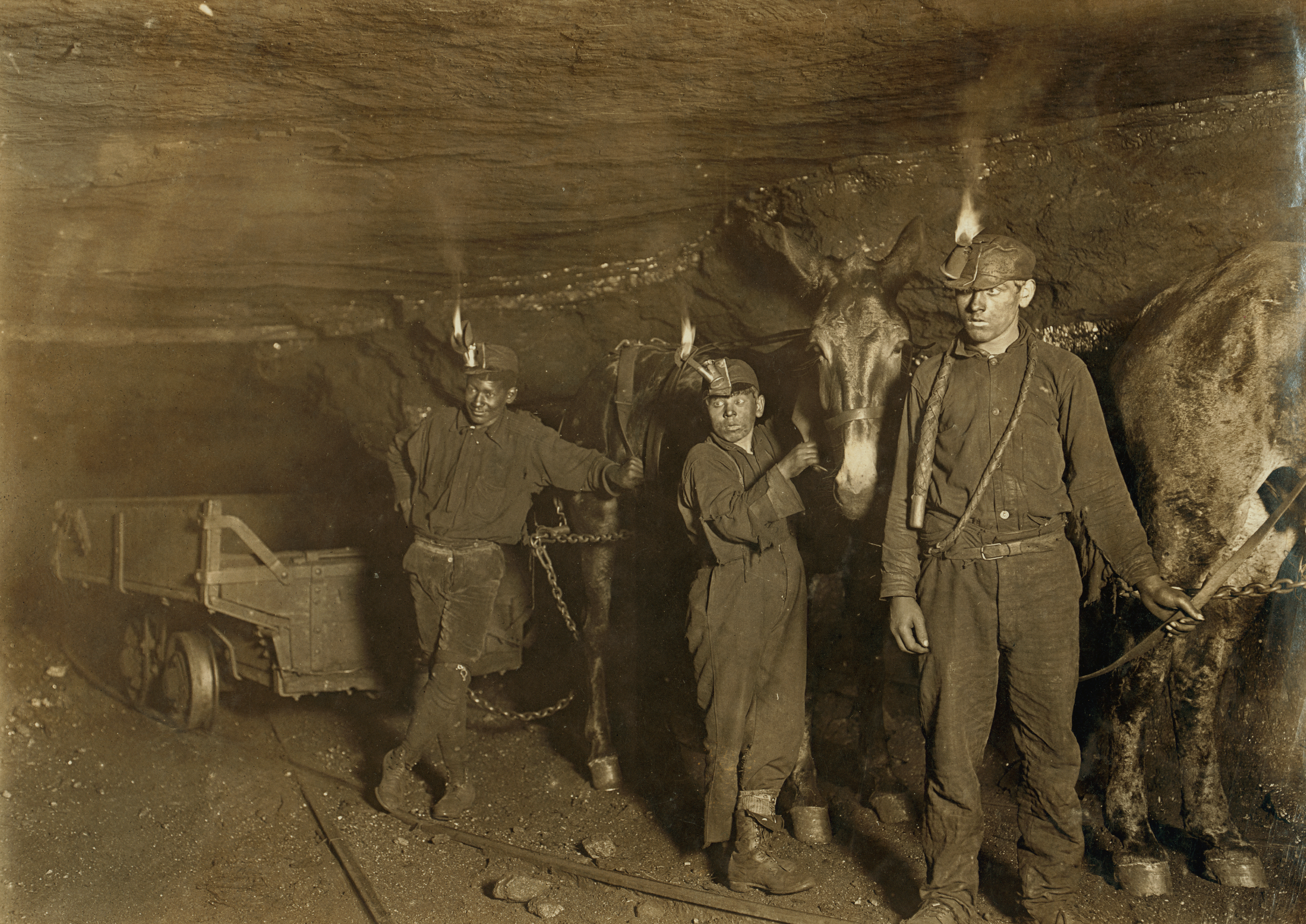
1908: ragazzi minatori e muli in una galleria di miniera di carbone

Nel 1996 è stato stimato che le riserve mondiali di carbone economicamente accessibile con le tecniche minerarie conosciute oggi ammontino a circa 15 bilioni di tonnellate, la metà delle quali di antracite. L'energia contenuta nel carbone di tutto il mondo supera ampiamente i 10 trilioni di yottajoule. Con l'attuale ritmo di consumo si stima che le riserve dureranno poco meno di 300 anni. Il Dipartimento per l'Energia degli Stati Uniti stima le riserve nazionali in 1.081.279 milioni di tonnellate, corrispondenti a circa 4.786 BBOE (barili di petrolio equivalenti). La quantità di carbone bruciata nel corso del 2001 ammonta a 2,337 GTOE (gigatonnellate equivalenti di petrolio), corrispondenti a 46 MBOED (milioni di barili di petrolio equivalenti giornalieri). A questo andamento le riserve dureranno 285 anni. In confronto, nel corso del 2001, il gas naturale fornì 51 MBOED, e il petrolio 76 MBD (milioni di barili al giorno). La nazione con il maggior consumo di carbone è la Cina, la cui produzione e consumo di petrolio è in crescita continua dal 2000. Nel 2012 la Cina estraeva il 46% della produzione mondiale di carbone e consumava il 49% della produzione mondiale, in gran parte per produrre corrente elettrica necessaria al suo sviluppo economico. Più in generale il 90% della produzione mondiale di carbone è fornita da dieci paesi, con gli USA al secondo posto che estraggono il 12% del totale mondiale dietro la Cina; sul piano del consumo l'85% del carbone viene consumato da dieci paesi, di cui otto fanno parte del gruppo dei maggiori produttori, gli USA sono il secondo produttore consumando l'11% della produzione mondiale.

## Estrazione del carbone

### Pericolosità delle miniere
Le miniere a cielo aperto hanno un enorme impatto ambientale. Invece quelle tradizionali solitamente si spingono a più di 200 metri di profondità (fino a 2000 metri e oltre), in cunicoli polverosi e con temperature intorno ai 30 °C. Questo comporta, anche con le più moderne tecnologie minerarie, forti rischi per la salute dei minatori e una considerevole mortalità, sia per la possibilità di contrarre malattie come la silicosi, sia per il verificarsi di incidenti dovuti all'incendio dei gas prodotti dal carbone, innescati anche solo da una piccola scintilla.

### Utilizzo del carbone
Il carbone è una fonte di carbonio naturale. La principale fonte rimane comunque il petrolio. Le tecnologie moderne sembrano dimostrare che da questo elemento si possano ricavare prodotti chiave per lo sviluppo, come le fibre di carbonio e le nanostrutture.

### Diversi utilizzi delle miniere
Tecnologie non ancora collaudate consentirebbero di sfruttare le miniere di carbone esistenti per produrre combustibile in modi alternativi, ad esempio recuperando il metano generato dalla decomposizione del carbone. Questo consentirebbe di ottimizzare la quantità di carbonio estratto da una miniera e nel frattempo limitare il rilascio del gas nell'atmosfera e il conseguente effetto serra. Questo comporterebbe anche la custodia degli impianti dismessi, prevenendo l'innesco di giganteschi incendi sotterranei che oggi, in tutto il mondo, sono fonte considerevole di inquinamento, gas serra e gas tossici.

## Analisi e valutazione tecnologica del carbone
È possibile effettuare un'analisi elementare per valutare la composizione percentuale nei vari elementi costituenti (% di C, H, N, S, …).
Un altro tipo di analisi è quella cosiddetta immediata, cui fanno riferimento i contratti commerciali e i requisiti di qualità; tra queste ci sono la percentuale di acqua, di sostanze volatili e di ceneri.
La percentuale di acqua (% H2O) si determina come perdita in peso a 105 °C; la percentuale di sostanze volatili (% S.V.) si determina come perdita in peso a 950 °C; infine la percentuale di ceneri si determina come residuo dopo calcinazione. Si effettuano anche misure della plasticità e della resistenza meccanica quali l'indice di libero rigonfiamento, il potere agglutinante e il potere agglomerante.
L'indice di libero rigonfiamento (i.l.r.) si misura dopo riscaldamento ad 820 °C confrontando il residuo con un profilo di riferimento.
Il potere agglutinante (p.a.) si determina riscaldando il campione polverizzato e disperso in un materiale inerte; si ottiene un materiale cementato di cui si misura la resistenza meccanica: si misura l'attitudine del carbone a cementare a sé materiali inerti. È indice della compattezza e resistenza del coke ottenibile.
Il potere cokificante è l'attitudine del carbone, scaldato in assenza di aria, ad aumentare di volume formando una massa porosa. Si effettua scaldando il campione a 600 °C e valutando forma e consistenza del residuo.
Esistono diversi tipi di carboni fossili che si differenziano a seconda dell'età (carbogenesi): il più antico è l'antracite, quindi litantrace, poi lignite e il più giovane, la torba.
La composizione chimica elementare varia con l'età, arricchendosi in carbonio e perdendo ossigeno:
| Sostanza   | % C     | % H       | % O       | % N       | % S       | % ceneri  |
| ---------- | ------- | --------- | --------- | --------- | --------- | --------- |
| Legno      | 50 - 54 | 6 - 6,5   | 43,5 - 44 | 0,3 - 0,5 | 0         | 0,5 - 1,2 |
| Torba      | 50 - 60 | 5,5 - 6,5 | 30 - 48   | 0,8 - 3   | 0,1 - 0,2 | 3 - 25    |
| Lignite    | 60 - 75 | 5 - 6     | 20 - 45   | 0,7 - 2   | 1 - 12    | 3 - 8     |
| Litantrace | 75 - 90 | 4,5 - 5,5 | 5 - 15    | 0,7 - 2   | 0,5 - 4   | 0,5 - 4   |
| Antracite  | 92 - 95 | 2 - 2,5   | 3         | 0,5 - 1   | 0,5 - 2   | 0,5 - 2   |

Il loro potere calorifico aumenta da torba ad antracite, mentre il rapporto H/C è sempre più piccolo:
| Sostanza   | rapporto H/C | P.C. (MJ/kg)                  |
| ---------- | ------------ | ----------------------------- |
| Legno      | 1,55         | 10,5-18,8 (2500-4500 kcal/kg) |
| Torba      | 1,30         | 12,6-18,8 (3000-4500 kcal/kg) |
| Lignite    | 0,97         | 16,7-26,0 (4000-6200 kcal/kg) |
| Litantrace | 0,72         | 31,8-37,7 (7600-9000 kcal/kg) |
| Antracite  | 0,29         | 34,8-37,7 (8300-9000 kcal/kg) |

## Comportamento al riscaldamento in assenza di aria
Inizialmente si ha una reazione endotermica (~ 150 °C) con perdita di acqua e formazione di una fase instabile M.
Tra 350 e 500 °C si ha la rottura dei legami intermolecolari, lo sviluppo di CH4 e H2 (fase G1) derivanti dalla rottura dei legami pendenti, formazione di radicali nel residuo solido e loro ricombinazione.
Si formano quindi dei prodotti di decomposizione liquidi che fungono da lubrificante per il resto del solido: si forma il cosiddetto semicoke (R), un materiale rigonfiato che si forma per solidificazione della massa solida molle.
Tra 600 e 700 °C si ha un'altra depolimerizzazione, che continua fino a 900-1000 °C, con sviluppo di un secondo gas G2 (NH3 acquosa, catrame, altri prodotti) e formazione di un solido S, il coke.
Infine si ha la risolidificazione di S, con sviluppo di calore, dovuta alla fusione totale con distruzione della struttura originaria del carbone: questa presenta unità aromatiche condensate disposte a strati, con formazione di piani paralleli a tratti.
All'inizio del processo di cokificazione (80% di C) si ha una "struttura aperta", caratterizzata da strati brevi, legami intermolecolari e struttura porosa. Durante il processo, quando gli idrocarburi lubrificano la massa, si ha una "struttura liquida" (89% C) con strati più orientati e diminuzione dei legami intermolecolari e della porosità. Alla fine si ha una "struttura antracitica" (94% C) che presenta strati più estesi e più orientati e pori di forma allungata tra pacchetti di strati.

## Effetti nocivi della combustione del carbone
La combustione del carbone, come quella di ogni altro composto del carbonio, produce anidride carbonica (CO2), monossido di carbonio, anidride solforosa e ossidi di azoto. Per ridurre le emissioni sono state proposte tecniche di "sequestro" della CO2, anche se queste applicazioni sono ancora in fase di approfondimento e messa a punto in numerosi paesi avanzati (Stati Uniti, Germania, Regno Unito, Italia, Giappone, ecc.), causa l'elevato costo che queste tecnologie richiedono per un'applicazione in larga scala.
L'anidride solforosa reagisce con l'acqua, formando acido solforoso. Quando l'anidride solforosa viene rilasciata nell'atmosfera, reagisce con il vapore acqueo ed eventualmente torna sulla terra in forma di pioggia acida. Per evitare questo, le moderne centrali sono equipaggiate con sistemi di desolforazione e denitrificazione, oltre che di filtrazione dei fumi post-combustione, per ridurre l'emissione di particolato in atmosfera.
Queste tecnologie hanno spostato la pressione inquinante di questi impianti: non sono più gli ossidi di azoto e di zolfo il problema più rilevante, ma l'emissione di monossido di carbonio e di metalli pesanti. Infatti la combustione del carbone a basso tenore di ossigeno, nelle caldaie ipersupercritiche, riduce ulteriormente e alla fonte l'emissione di ossidi di zolfo (SOx) e azoto (NOx), incrementando però d'altra parte inevitabilmente l'emissione di monossido di carbonio, il cui ruolo nella genesi delle malattie cardiovascolari i è oramai ben noto, e il volume di carbone che ogni anno è possibile incenerire senza superare i limiti emissivi dei NOx e SOx.
Le emissioni della combustione di carbone in centrali elettriche rappresentano così, oltre alla più grande fonte artificiale di anidride carbonica, anche quella di monossido di carbonio.
Tra le emissioni della combustione del carbone ci sono i metalli pesanti. Il carbone minerale può contenere, oltre allo zolfo, anche tracce di metalli pesanti quali nichel, cadmio, vanadio, piombo, mercurio, cromo e arsenico, di alogeni, in particolare fluoro, cloro e i loro composti, e di materiali naturalmente radioattivi. La combustione del carbone è considerata tra le principali fonti di emissione antropogenica di Arsenico e Mercurio. Le ceneri leggere (fly ash) e altri rifiuti di una centrale a carbone rilascerebbero nell'area circostante una quantità di radiazioni 100 volte superiore a quella di un impianto nucleare a parità di energia prodotta,.
Secondo uno studio commissionato da Greenpeace all'istituto di ricerca indipendente non-profit SOMO, L'impatto ambientale della combustione del carbone è indicato come responsabile di 366 morti premature ogni anno in Italia.

## Significati nelle tradizioni popolari
Il carbone viene associato al segno astrologico del Capricorno.
Veniva portato indosso dai ladri come protezione dall'individuazione e come aiuto alla fuga durante gli inseguimenti.
Fa parte di rituali popolari associati alla notte di capodanno.
Sognare il carbone ha vari significati nella Smorfia napoletana secondo l'azione in cui è coinvolto.

Miniera di carbone a cielo aperto a Garzweiler, Germania. Panorama ad alta risoluzione.

La Befana lascia un sacchetto di carbone, al posto dei regali, ai bambini che si sono comportati male durante l'anno.